# GeForce Now
GeForce Now è un servizio di cloud gaming di proprietà di NVIDIA. La versione NVIDIA Shield di GeForce Now, precedentemente nota come NVIDIA GRID, è stata lanciata in beta nel 2013, mentre il nome ufficiale attuale è stato diffuso il 30 settembre 2015. Il servizio all'inizio forniva agli utenti l'accesso illimitato a una libreria di giochi in streaming ospitati sui server NVIDIA, previo il pagamento di un abbonamento, oltre a permettere di acquistare giochi non inclusi nell'abbonamento. Nel 2019 si è passati ad una nuova versione del servizio che permetteva agli utenti di Shield di giocare solo a titoli già acquistati.
Nel gennaio 2017, NVIDIA ha presentato GeForce Now per Windows e Macintosh, rendenodolo disponibile in Nord America ed Europa attraverso una beta gratuita. GeForce Now consente agli utenti di accedere ad un computer virtuale da cui è possibile accedere ai propri giochi, acquistati da piattaforme di distribuzione digitale terze, e di riprodurli in remoto. Come per la versione originale per Shield, anche il computer virtuale viene trasmesso in streaming dai server NVIDIA. Nel 2019 è stato pubblicato il client per Android.
Il servizio è uscito dalla beta il 4 febbraio 2020 ed è disponibile su Windows, macOS, Android, Shield TV e Chromebook.

## Caratteristiche
GeForce Now dispone di una rete di server in Nord America ed Europa, che ospitano la libreria di giochi GeForce Now per i clienti di quelle regioni. Il 18 marzo 2021, NVIDIA ha annunciato che aprirà un data center a Montreal, in Canada, e due in Australia grazie alla partnership con Pentanet. I server utilizzano le schede video NVIDIA Tesla e sono in grado di eseguire streaming di giochi con una risoluzione fino a 1080p e 60 fotogrammi al secondo (in alcuni casi fino a 120 fotogrammi). NVIDIA consiglia una connessione Internet di 50 Mbit/s per lo streaming 1080/60p, ma è possibile anche lo streaming a 720p/60p con connessioni a 25 Mbit/s e a 720/30p con connessioni superiori a 10 Mbit/s. L'hardware lato server viene aggiornato nel tempo per migliorare la qualità dello streaming.

## Libreria
La libreria originale di GeForce Now su Shield conteneva oltre 80 giochi nel mese di marzo 2016; durante il Game Developers Conference del 2016, NVIDIA ha annunciato nuovi accordi per alcune licenze di Sega e Warner Bros. Una grande quantità dei giochi presenti nel servizio erano disponibili per lo streaming attraverso il pagamento di un abbonamento, mentre una parte andavano acquistati per poter essere utilizzati. Con la pubblicazione di GeForce Now per Windows, Macintosh e Android, è stato modificato il sistema di accesso al catalogo dei giochi, dando la possibilità agli utenti di accedere solo a videogiochi che sono già stati acquistati, anche da distributori terzi. Ad esempio, per poter giocare a Grand Theft Auto V, l'utente dovrà accedere con il proprio account Steam o Epic Games che possiede il gioco.
NVIDIA è stata coinvolta in una serie di controversie sui diritti per le licenze relative ai giochi presenti sul servizio, in particolare tra febbraio e marzo 2020, quando il servizio è passato dalla fase beta alla sua versione ufficiale. Activision Blizzard ha ritirato tutti i suoi giochi dal servizio nel febbraio 2020, citando un "malinteso" sui termini di distribuzione come motivazione, poco dopo anche Bethesda ha deciso di ritirare la maggior parte dei suoi giochi da Geforce Now. Gli sviluppatori di The Long Dark hanno affermato che il loro gioco è stato aggiunto impropriamente al servizio senza alcun tipo di accordo per la licenza, e hanno intimato a NVIDIA di rimuovere il proprio gioco dalla piattaforma. All'inizio di marzo 2020, anche 2K Games ha deciso di ritirare i propri prodotti dal servizio.
NVIDIA ha annunciato a maggio 2020 che avrebbe permesso agli sviluppatori di richiedere gratuitamente che i loro giochi vengano aggiunti alla libreria di GeForce Now, a partire da giugno 2020. A maggio 2020, Valve ha annunciato il lancio di una versione beta del suo servizio Steam Cloud Play e che avrebbe integrato nel suo store altre piattaforme di cloud gaming, tra cui GeForce Now.